# آلیسیا کاتز
آلیسیا کاتز (به انگلیسی: Alicia Coutts) (زادهٔ ۱۴ سپتامبر ۱۹۸۷) شناگر اهل استرالیا است.